# Homework
Albums de Daft Punk
Discovery
(2001)
Singles
1. The New Wave
Sortie : 11 avril 1994
2. Da Funk
Sortie : 1995
3. Indo Silver Club
Sortie : 1996
4. Around the World
Sortie : 17 mars 1997
5. Burnin'
Sortie : 15 septembre 1997
6. Revolution 909
Sortie : 16 février 1998

Homework est le premier album studio du groupe Daft Punk. Sorti en 1997, il comporte 16 titres et remporte un grand succès à l'époque. Quatre singles en ont été extraits : Da Funk, Around the World, Burnin', Revolution 909.

## Historique
En 1993, Thomas Bangalter et Guy-Manuel de Homem-Christo présentent une démo de leur musique électronique au DJ Stuart Macmillan lors d’une rave à EuroDisney. Le contenu de la cassette parait sur le single The New Wave le 11 avril 1994, chez Soma Quality Recodings, un label écossais de techno et de house cofondé en 1991 par Slam, le groupe de MacMillan.
Daft Punk retourne en studio en mai 1995 pour enregistrer Da Funk, paru plus tard dans l‘année avec Rollin' and Scratchin' sous le label Soma.
La popularité croissante des singles de Daft Punk conduit le groupe à signer chez Virgin Records en 1996,. Richard Brown de Soma commente leur départ en affirmant que « nous sommes évidemment tristes de les perdre au profit de Virgin mais ils ont une chance de réussir, et c’est plutôt rare qu’un groupe ait cette chance après deux singles. Nous sommes contents pour eux. » 
En 1996, Virgin réédite Da Funk avec Musique en face B. L’album a été mixé et enregistré dans le studio de Daft Punk, Daft House à Paris.
Bangalter déclare : « Pour être libres, nous devions garder le contrôle. Pour cela nous devions financer nous-mêmes ce que nous produisions. L’idée principale était d’être libres ». Même si Virgin Records a les droits de distribution, le duo possède toujours leurs enregistrements grâce à leur label Daft Trax.
En 2022, pour les 25 ans de l'album, les ayants droit de Daft Punk diffusent en direct le 22 février 2022 à 22h22 (GMT) sur la plateforme Twitch le concert qui donnera l'album Alive 1997 et une version anniversaire de l'album est sortie.

## Réception

### Commerciale
L'album a été commercialisé dans 35 pays. D'après Virgin, 2 millions d'exemplaires avaient été vendus à la date de février 2001,.

### Critique
L'album est inclus dans l'ouvrage Philippe Manœuvre présente : Rock français, de Johnny à BB Brunes, 123 albums essentiels et fait partie des 1001 albums qu'il faut avoir écoutés dans sa vie.

## Liste des titres
Toutes les chansons sont écrites et composées par Daft Punk.
| 1.    | Daftendirekt           | 2:44 |
| 2.    | Wdpk 83.7 FM           | 0:28 |
| 3.    | Revolution 909         | 5:26 |
| 4.    | Da Funk                | 5:28 |
| 5.    | Phœnix                 | 4:55 |
| 6.    | Fresh                  | 4:03 |
| 7.    | Around the World       | 7:07 |
| 8.    | Rollin' and Scratchin' | 7:26 |
| 9.    | Teachers               | 2:52 |
| 10.   | High Fidelity          | 6:00 |
| 11.   | Rock'n Roll            | 7:32 |
| 12.   | Oh Yeah                | 2:00 |
| 13.   | Burnin'                | 6:53 |
| 14.   | Indo Silver Club       | 4:32 |
| 15.   | Alive                  | 5:15 |
| 16.   | Funk Ad                | 0:50 |
| 73:53 |                        |      |

## Samples
| Chanson(s)                     | Sample utilisé                                                 |
| ------------------------------ | -------------------------------------------------------------- |
| Daftendirekt WDPK 83.7 Da Funk | Bounce, Rock, Skate, Roll de Vaughan Mason & Crew              |
| Revolution 909                 | Celebration (Mousse T's Back to the Old School) de Fun Factory |
| Phoenix                        | Don't Go Breaking My Heart de Elton John et Kiki Dee           |
| Fresh Teachers                 | If You Leave Me Now de Viola Wills                             |
| High Fidelity                  | Just the Way You Are de Billy Joel                             |
| Burnin'                        | Down to Love Town de The Originals                             |
| Indo Silver Club               | Hot Shot de Karen Young                                        |

## Crédits et personnel
Les crédits sont extraits des notes de la pochette album de Homework.
Daft Punk :
- Thomas Bangalter
- Guy-Manuel de Homem-Christo

Réalisation :
- Thomas Bangalter : réalisateur artistique
- Guy-Manuel de Homem-Christo : réalisateur artistique
- Nilesh Patel : mastering

Design :
- Guy-Manuel de Homem-Christo : design
- Nicolas Hidiroglou : photographe
- Philippe Levy : photographe
- Serge Nicolas : artwork

## Classements et certifications
| Classement                   | Meilleure position |
| ---------------------------- | ------------------ |
| Australie Classement album   | 3                  |
| Canada Classement album      | 15                 |
| Finlande Classement album    | 34                 |
| France Classement album      | 3                  |
| Allemagne Classement album   | 48                 |
| Suède Classement album       | 16                 |
| Irlande Classement album     | 67                 |
| Royaume-Uni Classement album | 8                  |
| États-Unis USA Billboard 200 | 150                |

| Pays            | Certification |
| --------------- | ------------- |
| Canada CRIA     | 2 × Platine   |
| France SNEP     | Platine       |
| Pays-Bas NVPI   | Or            |
| Royaume-Uni BPI | Or            |
| États-Unis RIA  | Or            |